# Jan Jirka
Jan Jirka (* 5. Oktober 1993 in Brandýs nad Labem-Stará Boleslav) ist ein tschechischer Sprinter, der sich auf den 200-Meter-Lauf spezialisiert hat.

## Sportliche Laufbahn
Erste Erfahrungen bei internationalen Meisterschaften sammelte Jan Jirka im Jahr 2012, als er bei den Juniorenweltmeisterschaften in Barcelona im 200-Meter-Lauf mit 21,50 s in der ersten Runde ausschied und mit der tschechischen 4-mal-100-Meter-Staffel im Vorlauf nicht das Ziel erreichte. Im Jahr darauf kam er bei den U23-Europameisterschaften in Tampere mit 21,15 s nicht über die Vorrunde über 200 Meter hinaus, belegte aber mit der Staffel in 39,23 s den fünften Platz. 2015 gewann er bei den U23-Europameisterschaften in Tallinn in 20,82 s die Bronzemedaille über 200 Meter hinter dem Polen Karol Zalewski und Leon Reid aus dem Vereinigten Königreich. Zudem gewann er im Staffelbewerb in 39,38 s die Silbermedaille hinter dem Team aus Frankreich. 2018 schied er bei den Europameisterschaften in Berlin mit 21,15 s in der ersten Runde über 200 Meter aus und erreichte mit der Staffel das Finale, dort verzichtete die tschechische Mannschaft aber auf einen Start. Bei den IAAF World Relays 2019 in Yokohama schied er mit 38,77 s im Vorlauf in der 4-mal-100-Meter-Staffel aus und bei den World Athletics Relays 2021 im polnischen Chorzów gelangte die Staffel in der Vorrunde nicht ins Ziel. Bei den tschechischen Meisterschaften verbesserte er den Landesrekord auf 20,45 s und nahm daraufhin an den Olympischen Spielen in Tokio teil, wurde dort aber bereits im Vorlauf disqualifiziert. 
2022 siegte er in 20,65 s über 200 Meter beim Kladno hází a Kladenské memoriály und schied anschließend bei den Weltmeisterschaften in Eugene mit 20,73 s in der ersten Runde aus. Daraufhin schied er bei den Europameisterschaften in München mit 20,80 s im Halbfinale aus und verpasste mit der 4-mal-100-Meter-Staffel mit 39,41 s den Finaleinzug. Im Jahr darauf wurde er bei der 1. Liga der Team-Europameisterschaft im Rahmen der Europaspiele in Chorzów in 21,18 s Siebter im A-Lauf über 200 Meter und gelangte mit der 4-mal-100-Meter-Staffel mit 39,17 s auf Rang drei im B-Lauf. Bei den World Athletics Relays 2024 auf den Bahamas wurde er in 39,20 s Sechster im B-Lauf in der 2. Qualifikationsrunde über 4-mal 100 Meter für die Olympischen Spiele und verpasste somit die Direktqualifikation. Anschließend schied er bei den Europameisterschaften in Rom mit 39,22 s im Vorlauf mit der Staffel aus.
In den Jahren 2016 und 2018 sowie 2021 und 2022 wurde Jirka tschechische Meister im 200-Meter-Lauf im Freien sowie 2016 auch in der 4-mal-100-Meter-Staffel. 2013 und 2015 wurde er zudem Hallenmeister über 200 m sowie 2014, 2015 und 2018 auch in der 4-mal-200-Meter-Staffel.

## Persönliche Bestzeiten
- 100 Meter: 10,44 s (+2,0 m/s), 21. Januar 2023 in Jablonec nad Nisou
  - 60 Meter (Halle): 6,79 s, 22. Januar 2022 in Jablonec nad Nisou
- 200 Meter: 20,45 s (+2,0 m/s), 27. Juni 2021 in Zlín
  - 200 Meter (Halle): 20,81 s, 9. Februar 2021 in Prag